# Laevisuchus
Laevisuchus (лат.) — род динозавров-теропод, окаменелые остатки которого были найдены в отложениях позднего мелового периода (маастрихт). Его останки были обнаружены Чарльзом Альфредом Мэтли (Charles Alfred Matley) недалеко от Джабалпура в формации Ламета в штате Мадхья-Прадеш, центральная Индия. Род был назван и описан палеонтологами Фридрихом фон Хюне и Чарльзом Мэтли в 1933 году.
Типовым видом является Laevisuchus indicus. Общее название происходит от латинского laevis, "свет", и греческого имени древнеегипетского бога-крокодила, Сухоса. Видовое название в переводе с латыни означает "индийский". Он известен только по трём шейным (GSI K20/613, GSI K20/614 и GSI K27/696) и одному спинному позвонкам (GSI K27/588). Хюне и Мэтли не определили голотип, а лектотип так и не был выбран из синтипов. Все останки, кроме GSI K27/696, были утеряны, хотя GSI K20/613 был вновь обнаружен в 2012 году. В 2024 году в ходе пересмотра мелких теропод из Индии Jubbulpuria tenuis была признана младшим синонимом Laevisuchus, а также было высказано предположение, что другие таксоны (Compsosuchus solus и Ornithomimoides? barasimlensis), вероятно, являются неопределенными абелизаврами.

## Описание
Laevisuchus был небольшим двуногим хищником, сходный по размеру с Masiakasaurus, длина которого оценивается примерно в 2 метра. 
Род был описан на основе шейных (GSI K20/614, GSI K20/613, GSI K27/696) и спинных позвонков (GSI K27/588), отличающихся тупыми пред- и постзигапофизами, более короткими пропорциями и центральным расположением остистого отростка на дорсальной стороне, в отличие от родственного Masiakasaurus. Более широкая арка позвонка и более выраженные углубления в спинопостзигапофизарных пластинах отличают его от Noasaurus. 
У GSI K27/696 арка значительно шире и длиннее, чем тело позвонка, что придаёт ему грузный вид. Пневматопоры по бокам и неровные поверхности сочленений подчёркивают этот вид, а выраженные парапофизы указывают на расширение вентральной части. Упомянутые хвостовые позвонки GSI K20/612 и GSI K27/614 (Jubbulpuria) похожи по размеру и форме и, возможно, принадлежат одному и тому же экземпляру Laevisuchus. У первого отсутствуют такие элементы, как поперечные и остистый отросток, а второй немного толще, что указывает на более близкое к туловищу положение позвонка.
Неполный набор зубов из правой ветви челюсти RTMNU/DG/VERT/1/55P/2020 имеет общие черты с ноазавридом Masiakasaurus, и, хотя этот образец не был официально отнесён к Laevisuchus, предполагается, что животное, которому принадлежали эти зубы, произошло от него или от родственной формы.

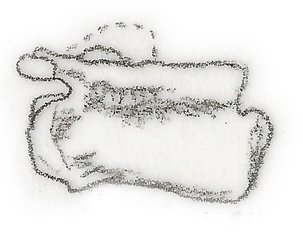
Позвонок Jubbulpuria, возможно, относящийся к Laevisuchus

## Классификация

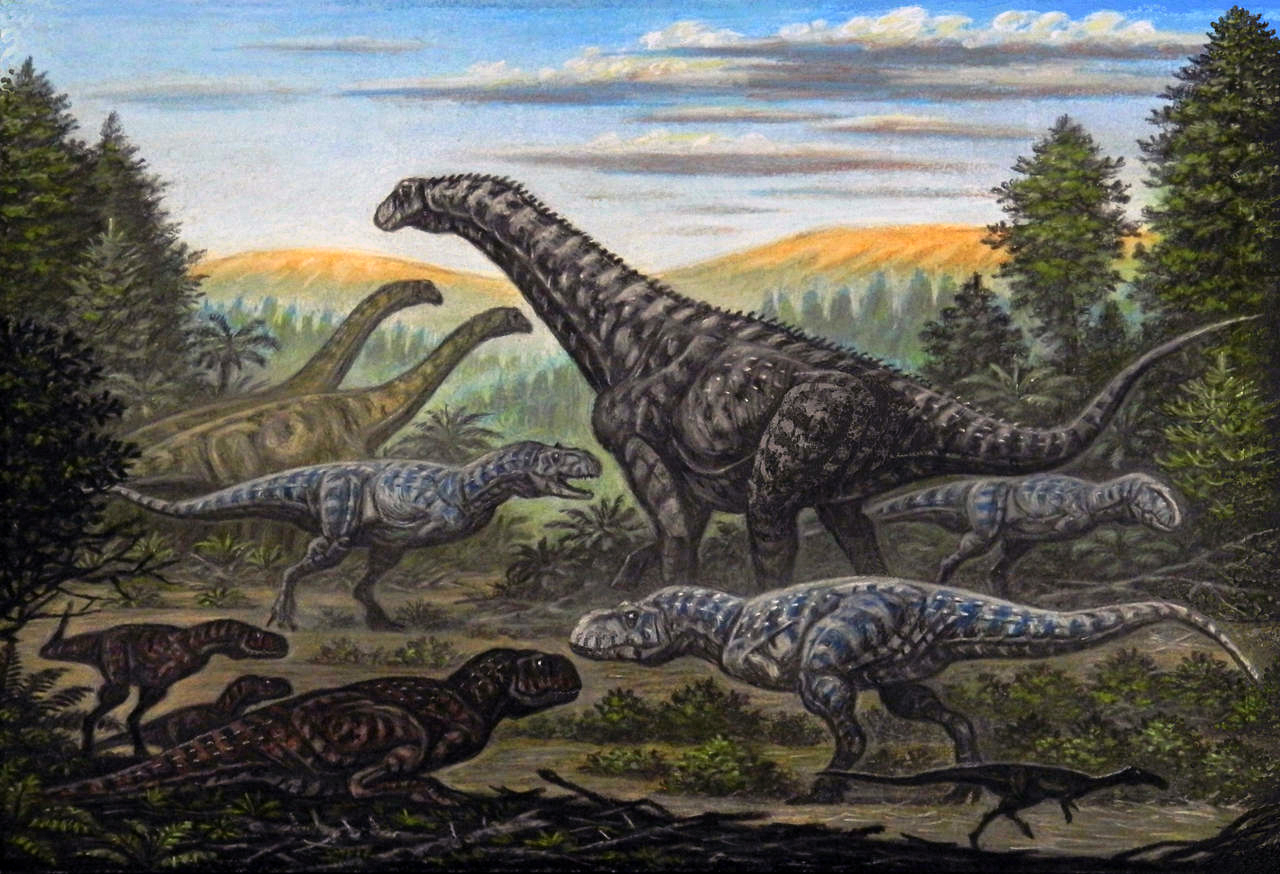
Реконструкция Laevisuchus (сверху справа) и других динозавров меловой Индии

Laevisuchus изначально был классифицирован Хюне как представителя «Coeluridae» из-за сходства его позвонков с позвонками Aristosuchus. Однако анализ, проведённый в 2004 году, показал, что он является абелизавроидом из-за длинных эпифизисов и низких треугольных остистых отростков с парными отверстиями. Позвонки, в частности, напоминают позвонки ноазаврид, таких как Masiakasaurus и Noasaurus, из-за смещённых вперёд остистых отростков и уменьшенных эпифизисов сзади. Материал, описанный как род Jubbulpuria, был первоначально классифицирован Хюне, как другой член "Coeluridae" схожий, но меньшего размера, чем Coeluroides (еще один малоизвестный теропод из формации Ламета).
В 2024 году Laevisuchus был отнесён к семейству Noasauridae, занимая неопределённое положение вне клады, в которую входят Masiakasaurus и Noasaurus. Jubbulpuria также считался возможным синонимом Laevisuchus.